# Саксен-Альтенбурзьке герцогство
Саксен-Альтенбурзьке герцогство (нім. Herzogtum Sachsen-Altenburg) або Саксен-Альтенбург — одне із ернестинських герцогств на території сучасної Тюрингії. Це була одна з найменших німецьких держав з площею 1323 квадратних кілометрів і населенням 207 000 осіб (в 1905 році), з яких приблизно одна п'ята проживала в столиці, Альтенбурзі. Територія герцогства складалася з двох окремих територій, розділених землею, що належала Ройсс-Герському князівству. Основу економіки герцогства становили сільське господарство, лісове господарство та дрібна промисловість. Держава мала конституційно-монархічну форму правління і парламент з тридцяти депутатів, обраних платниками податків чоловічої статі старше 25 років.
Монархія була скасована під час Німецької революції і в 1918—1920 роках існувала Вільна держава Саксен-Альтенбург (нім. Freistaat Sachsen-Altenburg), яка у 1920 році була включена до складу нової землі Тюрингія.

## Територія
Саксен-Альтенбурзьке герцогство мало площу 1323 км2 (510 кв. миль) і населенням 207 000 у 1905 році. Його столицею був Альтенбург.
Герцогство складалося з двох окремих областей: Осткрейс (східний край), що містив міста Альтенбург, Шмелльн, Гьосніц, Лука і Мезельвіц (включаючи ексклав Мумсдорф), Рошютц, Гільберсдорф, Нойкірхен біля Вальденбурга та Русдорф біля Хемніца; і Весткрейс (західний край), який містив міста Айзенберг, Кала, Орламюнде і Рода (включаючи ексклав Аммельштедт). Осткрейс приблизно відповідає сучасному району землі Альтенбургер-Ланд в Тюрингії, а також території навколо Роннебурга в Грайці. Весткрейс зараз переважно в районі Заале-Гольцланд, з невеликими частинами в сусідніх районах. По території герцогства протікали річки Плейс і Заале.

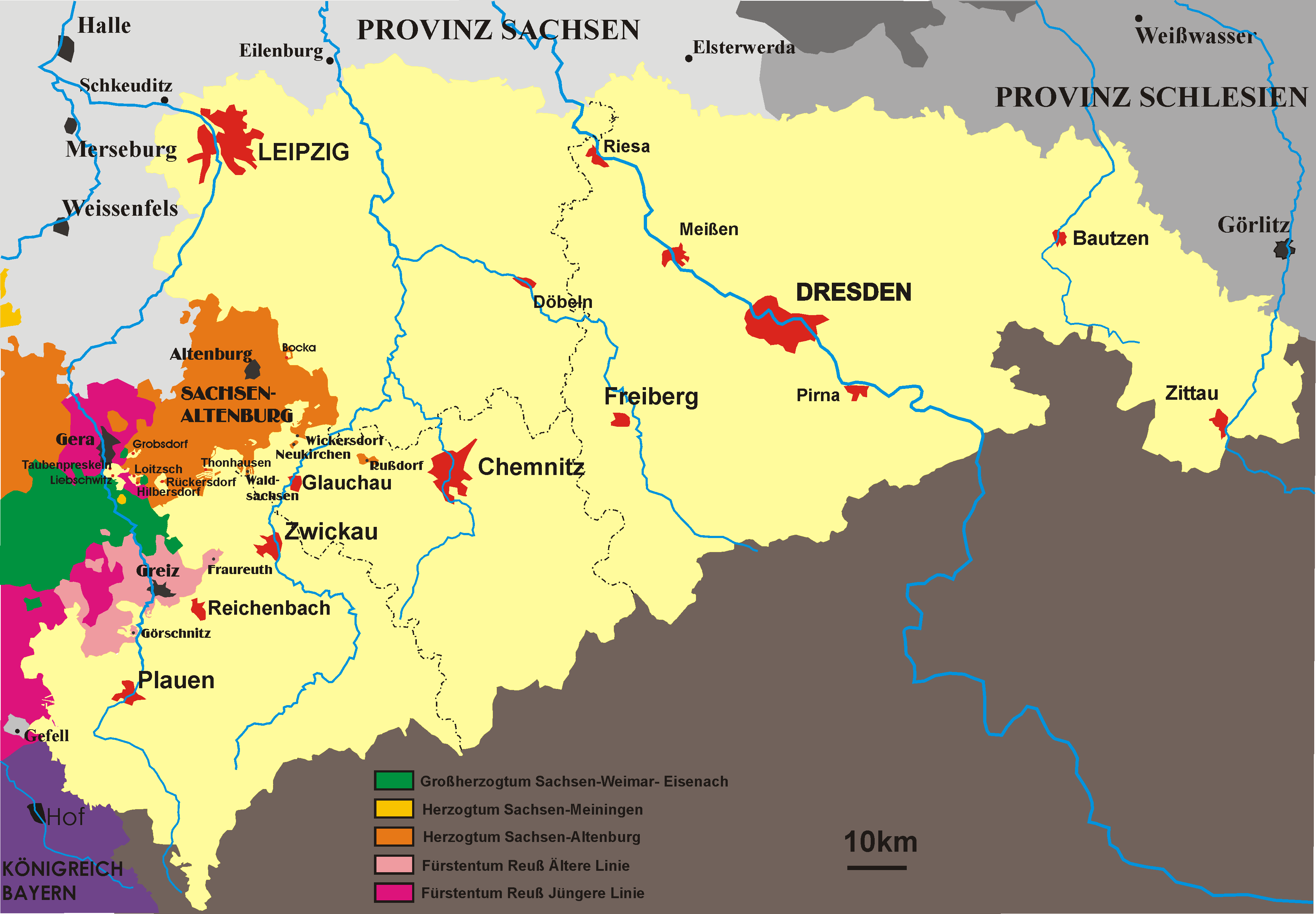

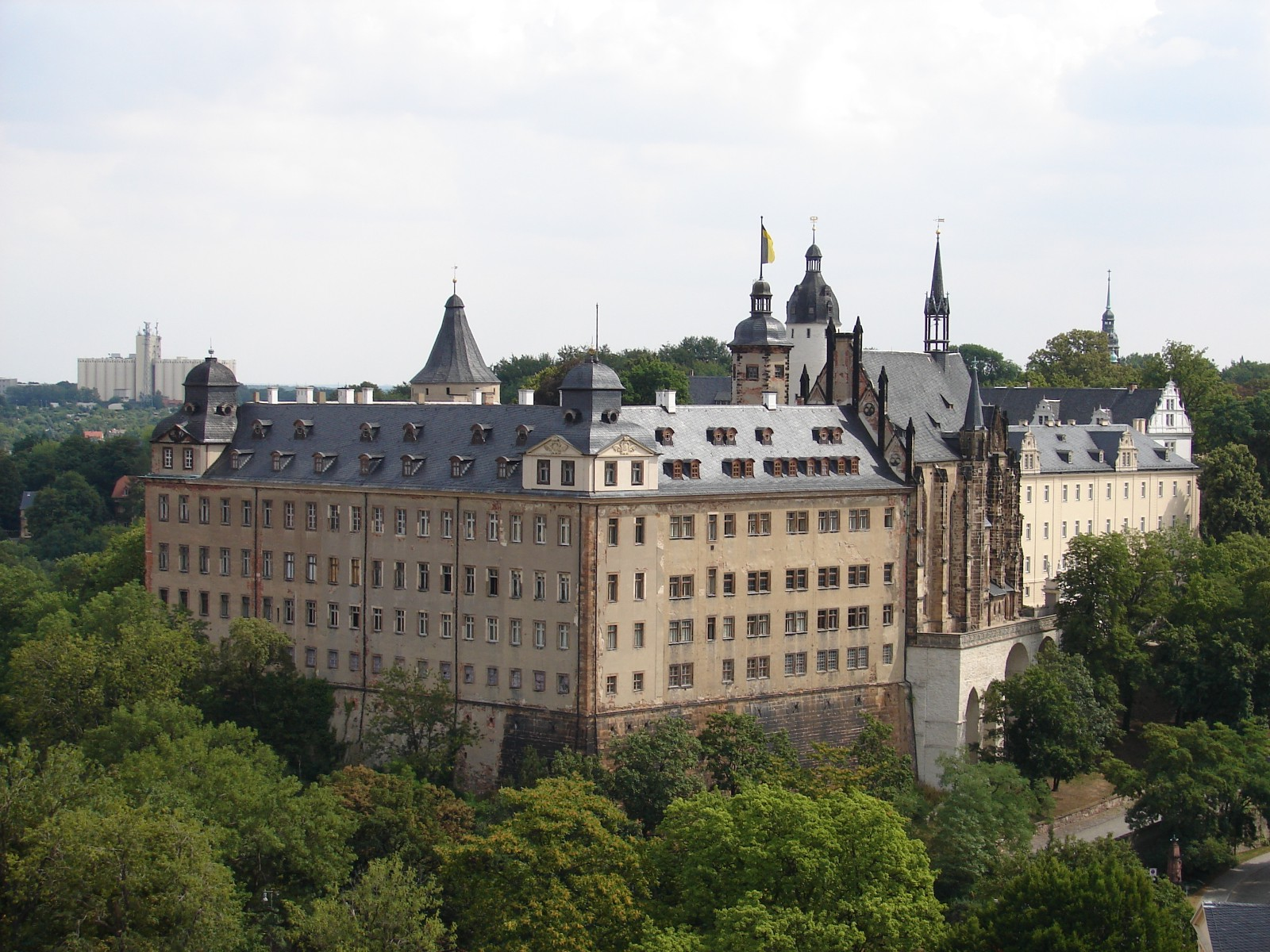
Замок Альтенбург

Герцогство бере свій початок із середньовічного Альтенбурзткого бургграфства  в імперському Плейснерланді (Terra Plisensis), яким  з 1243 року володіли маркграфи Майсенські з дому Веттінів. Після Лейпцизьського розділу, в 1485 році Альтенбург перейшов курфюрсту Саксонському Ернсту, що заснував Ернестинську лінія Веттінів. Після капітуляції Віттенберга в 1547 році, територія навколо Альтенбурга відійшла до альбертинського Саксонського курфюрства, але була передана ернестинському Саксонському герцогству за Наумберзьким договором у 1554 році, а потім до Саксен-Веймарському герцогству після Ерфуртського розділу в 1572 році.
У 1602 році син і наступник Йоганна Вільгельма Фрідріх Вільгельм I помер і герцогство Саксен-Веймарське перейшло до його молодшого брата Йоганна II. У 1603 році старший син Фрідріха Вільгельма Йоганн Філіпп отримав компенсацією новостворене Саксен-Альтенбурзьке герцогство. Це була власна імперська держава з правом голосу в Рейхстазі протягом більшої частини XVII століття до вимирання її правлячої лінії в 1672 році, коли її успадкував Ернест I Благочестивий, герцог Саксен-Готський, який одружився зі спадкоємицею.
Згодом Саксен-Альтенбург залишався частиною Саксен-Гота-Альтенбурга до вимирання цього дому в 1825 році, коли Гота й Альтенбург були розділені, причому Гота перейшла до герцога Саксен-Кобург-Зальфельдського, а Альтенбург — до герцога Саксен-Гільдбурггаузена, який в обмін віддав Гільдбургхаузен герцогу Саксен-Майнінгенському. Ця родина правила герцогством до кінця монархії під час Німецької революції 1918—1919 років. У 1920 році Вільна держава Саксен-Альтенбург була включена до складу нової землі Тюрінгія.

## Герцоги Саксен-Альтенбурзькі

### Старша лінія
- Йоганн Філіп, герцог Саксен-Альтенбурзький (1603—1639)
- Фрідріх Вільгельм II, герцог Саксен-Альтенбурзький (1639—1669)
- Фрідріх Вільгельм III, герцог Саксен-Альтенбурзький (1669—1672)

Вимерла лінія, успадкована Саксен-Гота, потім Саксен-Гота-Альтенбург

### Молодша лінія
- Фрідріх, герцог Саксен-Альтенбург (1826—1834) (раніше герцог Саксен-Гільдбургхаузен)
- Йосиф, герцог Саксен-Альтенбурзький (1834—1848)
- Георг, герцог Саксен-Альтенбурзький (1848—1853)
- Ернст I, герцог Саксен-Альтенбурзький (1853—1908)
- Ернст II, герцог Саксен-Альтенбурзький (1908—1918)

## Вторинні резиденції герцогів Саксен-Альтенбурзьких

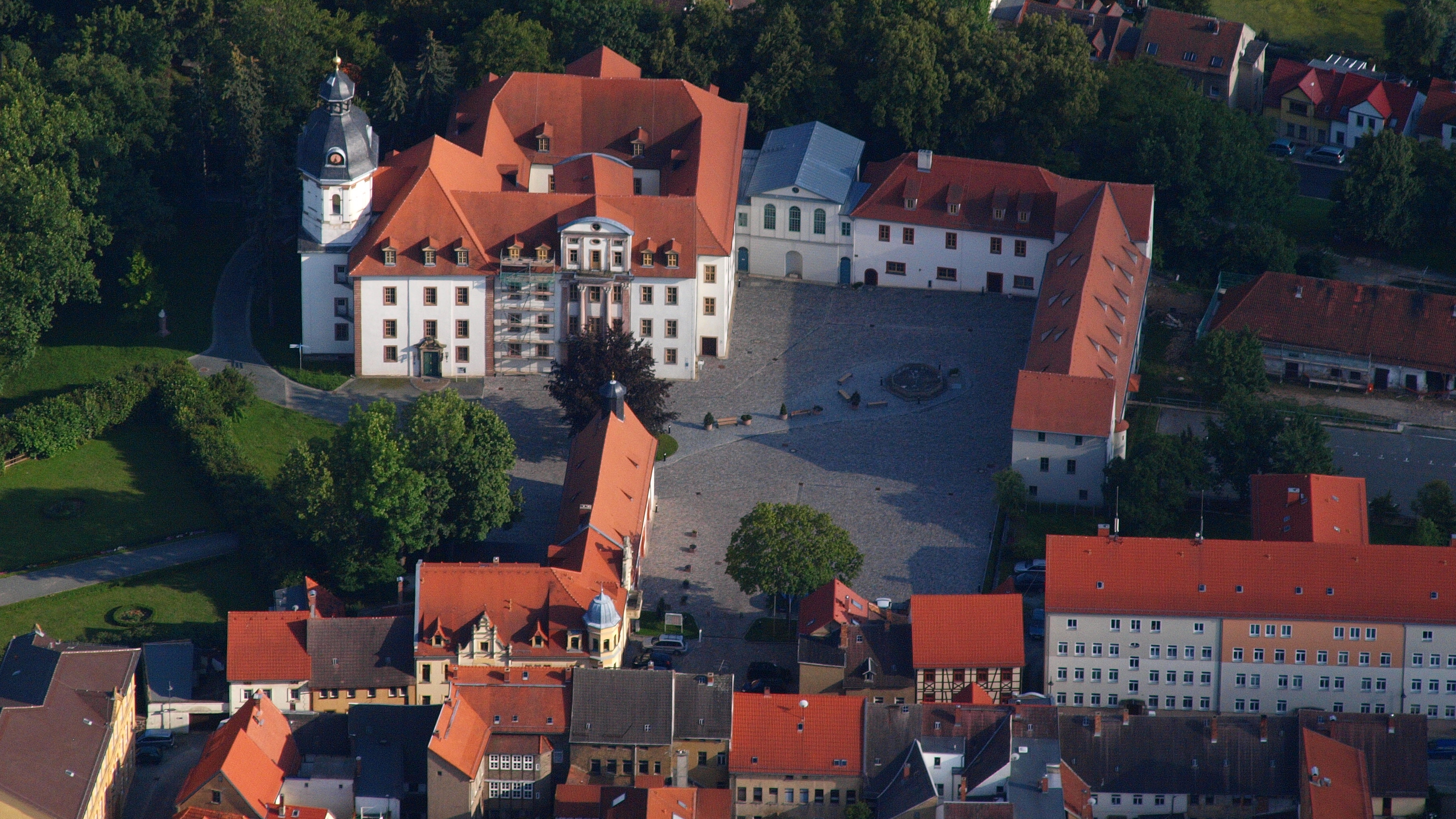
Замок Крістіансбург в Айзенбергу
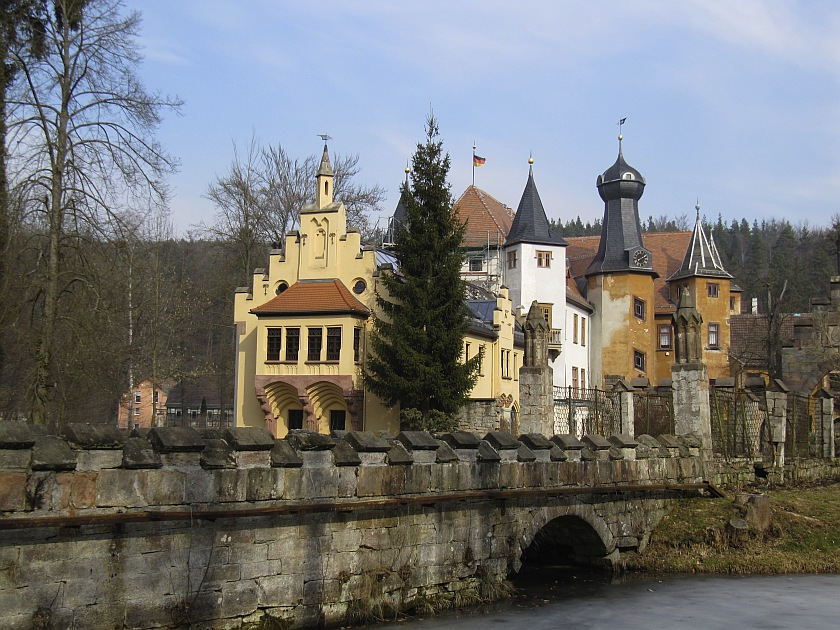
Замок Вольферсдорф
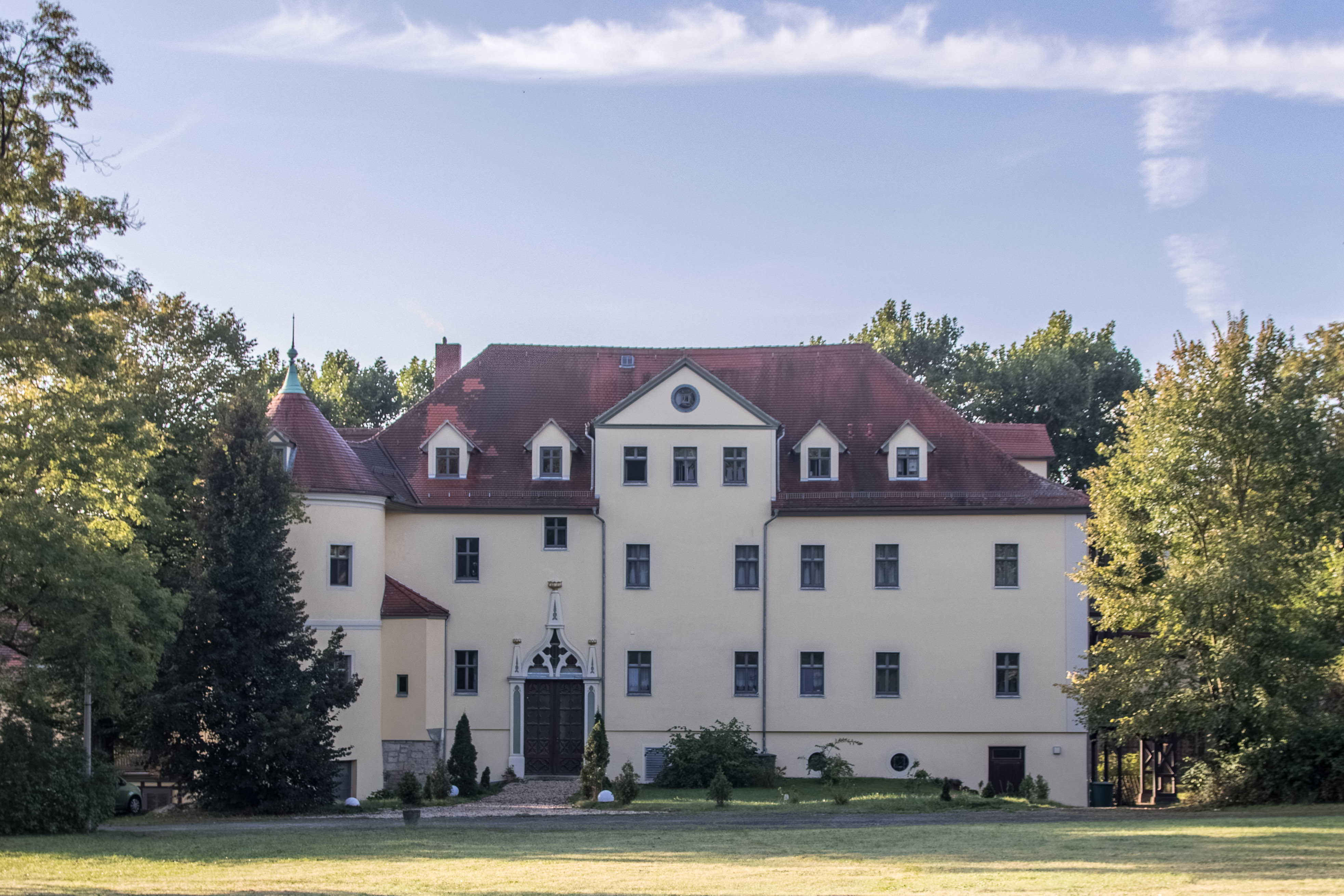
Старий милівський будиночок сГуммельсгайні
Новий мисливський будиночок у Гуммельсгайні